# 欧洲研究型大学联盟
欧洲研究型大学联盟（英語：League of European Research Universities）是欧洲数所偏重研究的高水平大学组成的联盟。根据联盟创立的使命宣言（Mission Statement），联盟的宗旨为：「致力于教育、知识创新和全面性研究的推广」。

## 历史
2002年，联盟由12所欧洲顶级研究型大学共同创建。2006年，又有8所大学成为成员。总部位于比利时的鲁汶。

## 成员
比利时
- 荷语天主教鲁汶大学（荷兰语：[Katholieke Universiteit Leuven] 错误：{{Lang}}：無法辨識代碼 nt（帮助））[1]

 芬兰
- 赫尔辛基大学[2] [4]

 法國
- 索邦大学[3]
- 巴黎-萨克雷大学[3]
- 斯特拉斯堡大学[4]

 丹麦
- 哥本哈根大学

 德国
- 海德堡大学[1]
- 慕尼黑大学
- 弗莱堡大学[3]

 義大利
- 米兰大学

 爱尔兰
- 都柏林圣三一大學[1]

 荷蘭
- 阿姆斯特丹大学[3]
- 莱顿大学[1],[2]
- 乌特勒支大学[3] [4]

 瑞典
- 卡罗琳学院
- 隆德大学[3]

 西班牙
- 巴塞罗那大学

 瑞士
- 日内瓦大学[1]
- 苏黎世大学[3]
- 伯恩大學

 英国
- 伦敦大学学院[3]
- 剑桥大学[1]
- 爱丁堡大学[1]
- 牛津大学[1],[2]

## E-LERU项目
其中八个成员大学共同负责“e-LERU虚拟校园”项目。这一项目由欧洲委员会资助，作为其"网上学习计划"（eLearning programme）的一部分。通过这种“网络模式”（e-modules），学生可以在线学习课程并获取学分。另外，e-LERU网站还提供科研人员讲座的视频。

## 参看
- IDEA联盟
- 国际研究型大学网络(IRUN)